# Emissor comum

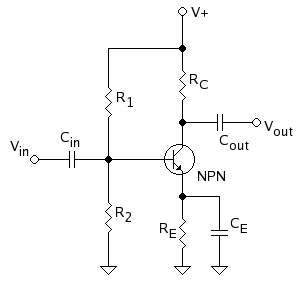
Amplificador com emissor comum. configuração alimentada por divisor de tensão

O emissor comum é um tipo de estágio de um amplificador eletrônico baseado em um transistor bipolar em série com um elemento de carga tal como um resistor. O termo "emissor comum" se refere ao fato de que o terminal do emissor do transitor (indicado por um símbolo de flecha) é conectado a uma ligação "comum", tipicamente a referência de 0 volt ou ao terra. O terminal do coletor é conectado à carga da saída, e o terminal da base atua como a entrada de sinal.
O diagrama elétrico do circuito (à direita) mostra uma configuração emissor comum alimentado por um divisor de tensão. Na figura, o circuito do emissor comum é constituido de um resistor de carga RC e de um transistor NPN com a sua saída conectado como visto; os outros elementos do circuito são utilizados para a polarização do transistor e para o acoplamento/desacoplamento do sinal. O resistor RE entre o emissor e o terra compartilhado de uma forma que contradiz a definição estrita de "emissor comum", porém é termo ainda é apropriado neste caso pois, para as frequências de interesse, o capacitor CE desacopla o emissor do terra. O resistor do emissor provê uma forma de feedback negativo chamada de degeneração de emissor, que aumenta a estabilidade e linearidade do amplificador, especialmente em resposta às mudanças de temperatura.
Os circuitos emissor comum são utilizados para amplificar sinais de baixa voltagem, tais como os sinais de rádios fracos captados por uma antena. Eles também são utilizados em uma configuração especial de circuito analógico conhecida como fonte de corrente, onde uma única entrada compartilhada é utilizada para controlar uma série de transistores idênticos, cada uma dessas correntes de saída será aproximadamente igual às outras, mesmo que estes transistores estejam controlando cargas de saída distintas.

## Características para pequenos sinais
(As linhas paralelas indicam componentes em paralelo.)
Ganho de tensão:
Com CE:
{\displaystyle -g_{m}(R_{\mathrm {C} }\|R_{\mathrm {load} })\,}
Sem CE:
{\displaystyle {-\beta _{0}(R_{\mathrm {C} }\|R_{\mathrm {load} }) \over r_{\pi }+(1+\beta _{0})R_{\mathrm {E} }}}
Resistência de entrada:
Com CE:
{\displaystyle R_{1}\|R_{2}\|r_{\pi }\,}
Sem CE:
{\displaystyle R_{1}\|R_{2}\|(r_{\pi }+(1+\beta _{0})R_{\mathrm {E} })\,}
Ganho de corrente:
{\displaystyle A_{\mathrm {vm} }{r_{\mathrm {in} } \over R_{\mathrm {load} }}}
Resistência de saída:
{\displaystyle R_{\mathrm {C} }\,}
As variáveis que não se encontram no esquema elétricos são:
- gm é a  transcondutância em siemens. dada por {\displaystyle g_{m}=I_{\mathrm {C} }/V_{\mathrm {T} }}, onde:
  - {\displaystyle I_{\mathrm {C} }} é a corrente de entrada no coletor
  - {\displaystyle V_{\mathrm {T} }=kT/q} é a tensão térmica, calculada a partir da constante de Boltzmann, da carga de um elétron, e da temperatura do transistor em kelvins. Em uma temperatura de um ambiente fechado este valor é de cerca de 25 mV
- {\displaystyle \beta _{0}=I_{\mathrm {C} }/I_{\mathrm {B} }} é o ganho de corrente em baixas frequências (comumente chamado de hFE). Este é um parâmetros específico para cada transistor, e pode ser encontrado em seu datasheet.
- {\displaystyle r_{\pi }=\beta _{0}/g_{m}=V_{\mathrm {T} }/I_{\mathrm {B} }}

### Amplificadores com um transistor
- Coletor comum
- Base comum

### Amplificadores com dois transistores
- Transistor Darlington
- Amplificador em cascata
- Inversor CMOS
- Inversor TTL
- Inversor ECL